# Aponychus siamensis
Aponychus siamensis är en spindeldjursart som beskrevs av Ehara och Wongsiri 1975. Aponychus siamensis ingår i släktet Aponychus och familjen Tetranychidae. Inga underarter finns listade i Catalogue of Life.